# Cratere Very (Luna)
Very è un cratere lunare di 4,65 km situato nella parte nord-orientale della faccia visibile della Luna.
Il cratere è dedicato all'astronomo statunitense Frank Washington Very.